# آرلین لیماس
آرلین لیماس (انگلیسی: Arlene Limas؛ زادهٔ ۹ فوریهٔ ۱۹۶۶) تکواندوکار اهل ایالات متحده آمریکا بود.
وی در مسابقات کشوری و بین‌المللی در مجموع برندهٔ ۲ مدال طلا شده‌است.